# آرئو سانتروسیان
آرئو (آرئویک) بارویری سانتروسیان (ارمنی: Արև (Արևիկ) Պարույրի Սանթրոսյան؛  ۲۰ اوت ۱۹۵۲) یک بازیگر اهل ارمنستان است. وی از سال میلادی تا کنون فعالیت می‌کند.

## زندگی‌نامه
وی در ۲۰ اوت ۱۹۵۲ در ایروان به دنیا آمد بارویر سانتروسیان و آرمن سانتروسیان پدر و برادر وی هستند. وی از انستیتو دولتی هنری و نمایشی ایروان (۱۹۷۴) فارغ‌التحصیل شد. وی در تئاتر نمایشی هراچیا غاپلانیان و تئاتر مخاطبان نوجوان ایروان فعالیت کرده است. وی همچنین برندهٔ جوایزی همچون هنرمند افتخاری جمهوری ارمنستان (۲۰۱۵) و مدال طلای اتحادیه کارگردان تئاتری ارمنستان (۲۰۱۰) شده است.

## گزیده فیلمشناسی
از فیلم‌ها یا برنامه‌های تلویزیونی که وی در آن نقش داشته است می‌توان به آزیزیان‌ها، فرار کن یا ازدواج کن، اشاره کرد.

## یادداشت
1. ↑  Երևանի պատանի հանդիսատեսի թատրոն
2. ↑  ՀԹԳՄ ոսկե մեդալ